# Jacques Fabriès
Jacques Fabriès, né à Albi (Tarn) le 9 avril 1932 et mort à Paris le 19 juillet 2000, est un ingénieur géologue, minéralogiste et agronome français.

## Carrière
Sorti des lycées Jean Jaurès d'Albi et Lakanal de Toulouse, il fait ses études à l'École nationale supérieure de géologie (ENSG) de Nancy et à l'Institut national d'agronomie. Il est second de la promotion 1951 de l'INA et major de la promotion 1954 de l'ENSG dont il sort ingénieur-géologue. Assistant puis titulaire de la faculté des sciences de Nancy de 1955 à 1963, il part en coopération en Algérie en tant que Maître de Conférence à la Faculté des Sciences de l'Université d'Alger, Directeur du Département des Sciences de la Terre en 1966. En 1968 il revient en France pour devenir à 37 ans un des plus jeunes titulaires de la chaire de Minéralogie du Muséum national d'histoire naturelle, dont il restera titulaire jusqu'en 1998. Il succède à ce poste à Jean Orcel. En outre, il est élu directeur du Muséum de 1990 à 1994.
Jacques Fabriès est un spécialiste de notoriété internationale du manteau terrestre, de la tectonique des plaques, des kimberlites, des amphiboles et de l'orogénèse hercynienne. Il étudie les granites jeunes de l'Ouest Africain (Niger, Mauritanie), les terrains précambriens polymétamorphiques du Hoggar, et forme toute une génération de géologues algériens.
Au Muséum national d'histoire naturelle, il a intégré le laboratoire de Minéralogie dans une formation inter-universitaire de 3-ème cycle : le DEA des « Zones Profondes ».
Il a été président de la Société française de Minéralogie et Cristallographie de 1985 à 1986 et directeur du Muséum national d'histoire naturelle de 1990 à 1994.

## Publications
Jacques Fabriès a publié de très nombreux articles scientifiques dans des publications spécialisées, seul ou avec Fernand Conquéré, Herman van Roermund, Philippe Taquet, Jacques Touret et d'autres chercheurs. Son article sur le géothermomètre olivine-spinelle (1979) a été cité plus de 500 fois selon Google Scholar.

### Livres
- Détermination des minéraux des roches au microscope polarisant (1963), en collaboration avec Marcel Roubault, Jacques Touret et Alain Weisbrod. Cet ouvrage a eu un très grand succès, notamment auprès des étudiants.
- Les formations cristallines et métamorphiques du Nord Est de la province de Séville (Espagne): essai sur le métamorphisme des roches éruptives basiques (1963)
- Les types paragénétiques des amphiboles sodiques, dans les roches magmatiques (1978).

## Distinctions
- Prix Delesse de l'Académie des sciences, décerné en 1990.
- Chevalier de la Légion d'honneur en 1993.